# Callilepis cretica
Callilepis cretica är en spindelart som först beskrevs av Roewer 1928.  Callilepis cretica ingår i släktet Callilepis och familjen plattbuksspindlar. Inga underarter finns listade.